# 英雄列伝 WHAT A HERO
『英雄列伝 WHAT A HERO』（えいゆうれつでんほわっとあひーろー、原題：嘩！英雄、英題：What a Hero!）は、1992年に香港で製作、公開されたアクション・犯罪映画である。
監督はベニー・チャン。主演はアンディ・ラウ、マギー・チャン、ロイ・チョン、アンソニー・ウォン、マイケル・チャンなど。

## 出演
- ワー - アンディ・ラウ
- ラン - マギー・チャン
- チョン - ロイ・チョン
- ウォン - アンソニー・ウォン
- イー - マイケル・チャン
- イーの部下 - ニック・チョン
- ランの父 - ポール・チュン
- ワーの母 - メグ・ラム
- ウー警視 - ウー・フォン
- 郵便配達人 - シン・フイオン